# Tratado Anderson-Gual
El Tratado Anderson-Gual (formalmente, Convención General de Paz, Amistad, Navegación y Comercio) fue un tratado de 1824 entre los Estados Unidos y la Gran Colombia. Es el primer tratado bilateral que Estados Unidos celebró con otro país americano.

## Tratado
El tratado se celebró en Bogotá el 3 de octubre de 1824 y fue firmado por el diplomático estadounidense Richard Clough Anderson y por el ministro venezolano Pedro Gual. Fue ratificado por ambos países y entró en vigor en mayo de 1825. Las disposiciones comerciales del tratado concedían recíprocamente el estatus de nación más favorecida. El tratado contenía una cláusula que establecía que estaría en vigor durante 12 años tras la ratificación por ambas partes; por lo tanto, el tratado expiró en 1837.